# Tommaso Maria Napoli
Tommaso Maria Napoli (Palermo, 1659 – Palermo, 1725) è stato un religioso, architetto, ingegnere e matematico italiano, fu uno dei protagonisti del barocco siciliano della prima metà del XVIII secolo.

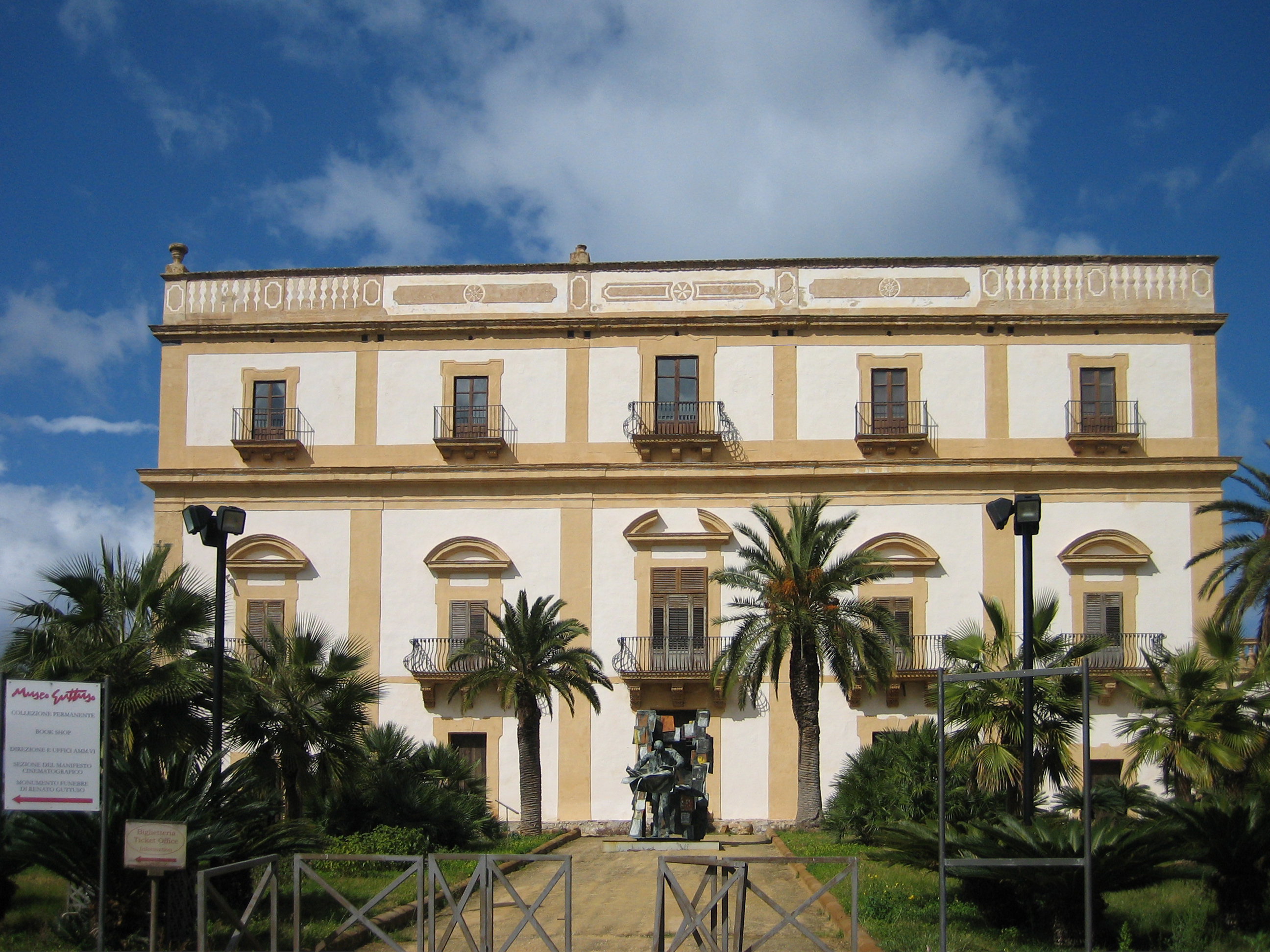
Villa Cattolica a Bagheria.

Tommaso Napoli fu un frate domenicano. Studiò sotto l'architetto, suo confratello, Andrea Cirrincione. Fra 1689 e 1700 lavorò a Ragusa di Dalmazia in diverse fabbriche come la Cattedrale ed il Palazzo del Rettore. Architetto e ingegnere militare del Senato di Palermo nel 1711, compì diversi viaggi a Vienna portando in patria elementi architettonici del barocco austriaco e adattandoli alle tradizioni locali. Dopo l'arrivo degli Asburgo d'Austria in Sicilia nel 1721, fu nominato "architetto regio". A Palermo progettò la Colonna dell'Immacolata nel 1724 e realizzata da Giovanni Biagio Amico nel 1728.
Le opere più famose sono Villa Palagonia (iniziata nel 1715) e Villa Valguarnera (iniziata nel 1712) a Bagheria. Alla morte dell'architetto erano tutte e due incomplete e furono modificate ampiamente da chi continuò i lavori.
Il frate fu autore del Utriusque architecturae compendium in duos libros del 1688 e Breve ristretto dell'architettura militare e fortificazione offensiva e difensiva del 1723.

## Biografia
Nacque da Giovanna e Domenico Napoli, quartogenito di sette. Venne battezzato nella chiesa di San Giacomo, parrocchia del quartiere di famiglie e botteghe orafe, una delle quali gestita con successo dal padre e dallo zio. Quindi la sua prima formazione avvenne nella bottega orafa famigliare, poi fu affiliato al convento di San Domenico e ivi si dedicò alla teologia, alla matematica e all'architettura.
Nel 1679 si trasferì per breve tempo nella capitale continentale, dopodiché rimpatriò nella città natale divenendo al contempo padre lettore col nome di Tommaso Maria. Partecipò al restauro della chiesa conventuale, durante la quale collaborò e fu apprendista del tecnico Andrea Cirrincione. Qualche anno più avanti il Napoli risiedette per un momento a Roma, dove editò il suo primo testo (1688), poi lo si trova occupato nella Republica di Ragusa , per conto del Consiglio dei Pregadi,  per completare il cantiere di ricostruzione del duomo dell'antico capoluogo repubblicano, danneggiato dal terremoto del 1667. Napoli subentro dopo un periodo di inattività e completò la chiesa (salvo la cupola) seguendo (con alcune modifiche) il progetto dell'architetto Pietro Andrea Bufalini.

Durante i nov'anni lì trascorsi, fu anche ingegnere del principe di Savoia, impegnato nella secolare guerra contro gli ottomani, e nello stesso periodo svolse varî soggiorni a Vienna, dove consolidò la sua formazione professionale e venendo particolarmente influenzato dallo sviluppo della città imperiale. Fu nominato architetto ufficiale dello Stato (1689-1700) e messo a capo di opere diversificate, utili dal punto di vista militare, da quello monumentale per il decoro urbano e per la realizzazione di apparati scenografici.
Tornò in Sicilia nel 1711, forse contattato per la direzione del cantiere di San Domenico, che tenne fino alla morte. Precedentemente di pertinenza dell'architetto Andrea Palma, quest'ultimo preferì non concludere l'esperienza per problemi sopr'aggiunti colla committenza.
Parallelamente divenne genio ufficiale e stretto collaboratore di Paolo Amato nel 1713, per conto del Senato peloritano, vivendo anche di affermato patronaggio, da parte di privati e ordini religiosi, grazie al successo ottenuto all'estero. Per tutta la vita ottenne altri incarichi ufficiali, come il titolo di architetto del Regno e della Camera Reale (1722-1725), per la programmata visita dell'imperatore Carlo e della famiglia asburgica nell'isola (1721), che gli fu dato anche per i già proficui rapporti con la dirigenza della corte.

## Opere
- 1722, San Giovanni Nepomuceno, statua marmorea realizzata per la piazza di Castello a Mare, manufatto custodito dopo gli eventi del 1860 nella chiesa di Santa Maria degli Angeli detta la «Gancia», oggi nella cappella eponima della chiesa di San Giacomo dei Militari di Palermo[1];
- Completamento del monastero dei Sette Angeli al Cassaro (1712-1713);
- Casino principesco di Anna Gravina-Valguarnera (1712);
- Villa Palagonia, di Ferdinando Francesco Gravina-Cruyllas (1715);
- ampliamento di piazza San Domenico;
- restauro di un campanile nella torre destra della chiesa di San Domenico, a causa di un danno temporaneo;
- progetto di un palcoscenico ligneo alla Cattedrale per l'Ufficio dell'Inquisizione a Palermo (il 6 aprile del 1724).
- statua di San Giovanni Nepomuceno, dedicato ai reali austriaci (precedentemente posizionato al Castello a Mare, oggi ubicata presso una cappella della chiesa di Santa Maria degli Angeli).

## Pubblicazioni
- Utriusque architecturae compendium in duos libros, per i tipi di Giambattista Moli, Roma 1688;
- Breve trattato dell'architettura militare moderna cavato dai più insigni autori, dedicato ad Eugenio di Savoia, Palermo 1722;
- Breve ristretto dell'architettura militare e fortificazione offensiva e difensiva, Palermo 1723.